# سوفت آيس
سوفت آيس (بالإنجليزية SoftICE) هو برنامج من إنتاج شركة نوميغا الأمريكية. كُتبت شيفرته لأول مرة في عام 1987 بواسطة لغة 80386 (i386) الأسمبلية وكان مخصصا للعمل مع نظام DOS من إنتاج ميكروسوفت. البرنامج عبارة عن أداة لتحرير الشيفرة أو الأكواد الأصلية لبرنامج ما على نظام ويندوز ويستخدم بشكل واسع من قبل الكراكريين أو شارخي البرامج لصنع كراك أو باتش لبرنامج ما.